# Doug Yeats
Douglas „Doug” Yeats (ur. 1 listopada 1957 w Montrealu) – kanadyjski zapaśnik w stylu klasycznym. Czterokrotny olimpijczyk. Piąty w Los Angeles 1984, ósmy w Barcelonie 1992, odpadł w eliminacjach w Seulu 1988 i Montrealu 1976 roku.  Walczył w kategorii 62–68 kg.
Piąty w mistrzostwach świata w 1983, szósty w 1987. Zdobył złoty medal na igrzyskach panamerykańskich w 1979. Dwa medale na mistrzostwach panamerykańskich, złoto w 1986 roku.
Jego córka Dorothy Yeats została wicemistrzynią świata w zapasach w 2012 roku.